# Heistenbach
Heistenbach ist eine Ortsgemeinde im Rhein-Lahn-Kreis in Rheinland-Pfalz. Sie gehört der Verbandsgemeinde Diez an.

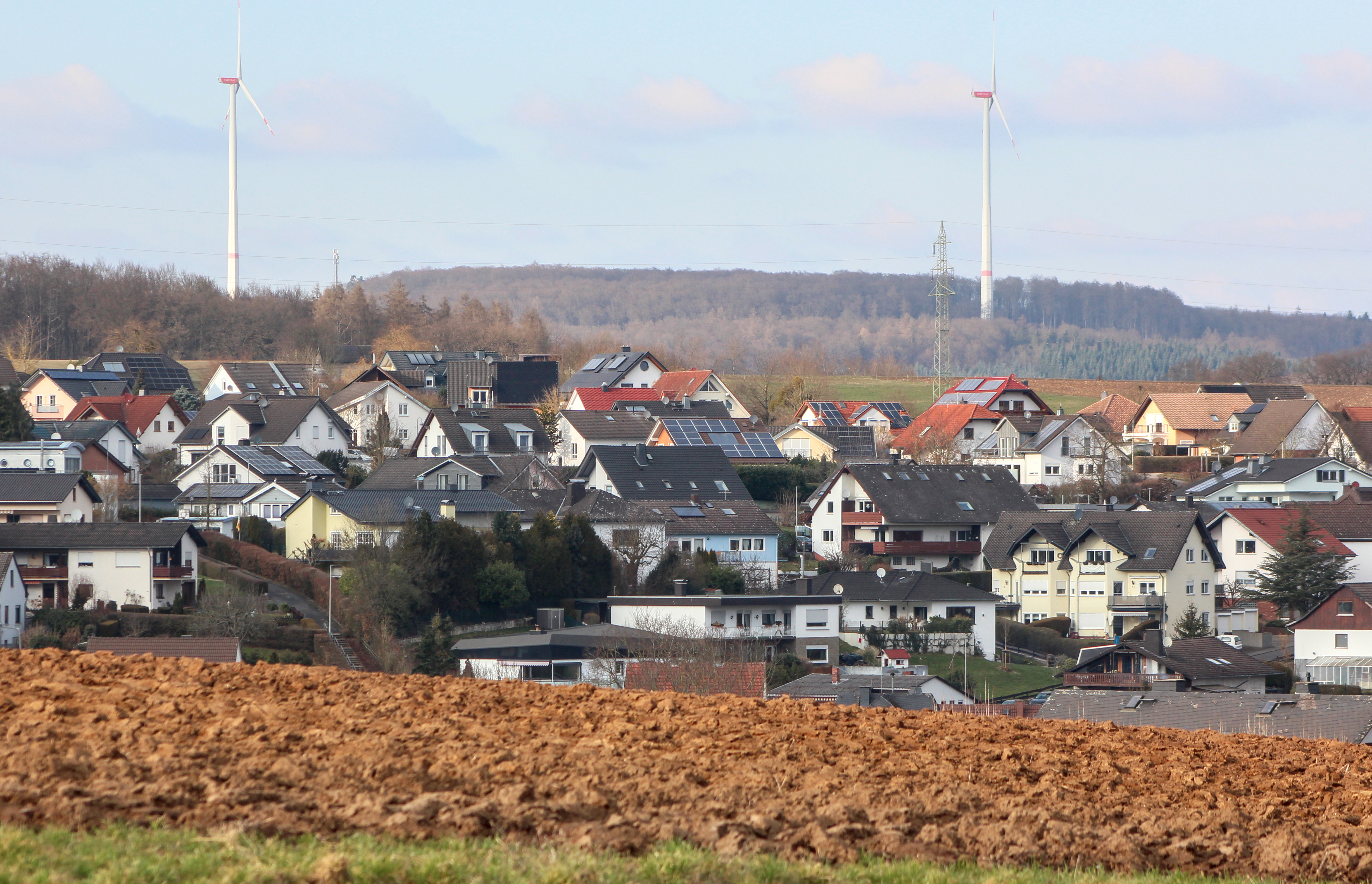
Ansicht von Heistenbach

## Geographie

### Geographische Lage
Die Ortsgemeinde Heistenbach liegt im Naturpark Nassau in den Ausläufern des Westerwalds, etwa 1 km nordwestlich von Diez, 4 km westlich von Limburg an der Lahn und etwa 14 km südöstlich von Montabaur. Der Heistenbach durchfließt das Gebiet der Ortsgemeinde.

### Geologie
Im Erdzeitalter des Devons vor ungefähr 360 Mio. Jahren entstanden in sub-tropischen Lagunen durch Stromatoporen- und Korallenablagerungen Riffkalkschichten, die vor 325 bis 305 Mio. Jahren trockenfielen. Durch das Aufeinandertreffen von zwei Kontinentalplatten entstand seitlicher Gebirgsdruck und Verwerfungen, die die Kalkschichten ineinander schoben und z. T. mehrere hundert Meter aufwarfen. Dabei kam es teilweise zu Marmorbildung. Der Kalk und zum Teil auch Marmor wurde zwischen 1872 und etwa 1963 auf dem Gebiet der Ortsgemeinde Heistenbach abgebaut.

## Geschichte
Keltische Hügelgräber auf dem Gebiet der Ortsgemeinde Heistenbach zeugen von einer frühen Besiedlung. Heistenbach selbst wurde am 4. März 1319 erstmals urkundlich erwähnt. Der Ort gehörte ab 1806 zum Herzogtum Nassau, das 1866 von Preußen annektiert wurde. Seit 1946 ist der Ort Teil des Landes Rheinland-Pfalz.
Zwischen 1828 und 1967 hatte Heistenbach eine eigene Volksschule. Heute gehört der Ort zum Einzugsgebiet der Schulen in Diez und Altendiez.
Bis ins 19. Jahrhundert wurde in der Umgebung von Heistenbach Eisen- und Manganerz abgebaut. Der Abbau wurde 1883 eingestellt.
Die Einwohnerschaft entwickelte sich im 19. und 20. Jahrhundert wie folgt: 1843: 285 Einwohner, 1927: 530 Einwohner, 1964: 766 Einwohner.

## Religion
Heistenbach ist der römisch-katholischen Pfarrei Herz-Jesu in Diez zugeordnet und gehört mit ihr zum Pastoralen Raum Diez, welcher selbst wiederum dem Bezirk Limburg im Bistum Limburg eingegliedert ist.
Auf evangelischer Seite ist der Ort der Kirchengemeinde Diez St. Peter im Dekanat Nassauer Land in der Propstei Rheinhessen-Nassauer Land der Evangelischen Kirche in Hessen und Nassau (EKHN) zugehörig.

## Politik

### Gemeinderat
Der Gemeinderat in Heistenbach besteht aus 16 Ratsmitgliedern, die bei der Kommunalwahl am 9. Juni 2024 in einer Mehrheitswahl gewählt wurden, und dem ehrenamtlichen Ortsbürgermeister als Vorsitzendem.
Die Sitzverteilung im Gemeinderat:
| Wahl | SPD               | WGS               | Gesamt   |
| ---- | ----------------- | ----------------- | -------- |
| 2024 | per Mehrheitswahl | per Mehrheitswahl | 16 Sitze |
| 2019 | per Mehrheitswahl | per Mehrheitswahl | 16 Sitze |
| 2014 | 6                 | 10                | 16 Sitze |
| 2009 | 6                 | 10                | 16 Sitze |
| 2004 | 7                 | 9                 | 16 Sitze |

- WGS = Wählergruppe Solbach e. V.

### Bürgermeister
Ortsbürgermeister von Heistenbach ist Mirko Unkelbach. Bei der Direktwahl am 26. Mai 2019 wurde er mit einem Stimmenanteil von 55,54 % gewählt und damit Nachfolger von Peter Solbach, der nach zehn Jahren im Amt nicht erneut angetreten war. Bei der Direktwahl am 9. Juni 2024 wurde er als einziger Bewerber mit 74,6 % für weitere fünf Jahre wiedergewählt.

## Verkehr
Die nächstgelegene Autobahnanschlussstelle ist Diez an der A 3 etwa 7 km entfernt nördlich von Diez. Südlich von Diez verläuft die B 417 in etwa 1 km Entfernung zur Ortschaft.
Heistenbach ist über die Buslinie 540 des Verkehrsverbundes Rhein-Mosel direkt an Diez und Limburg an der Lahn angebunden.
Die nächstgelegenen ICE-Fernbahnhöfe sind der Bahnhof Montabaur und der Bahnhof Limburg Süd.